# Cumnoria
Cumnoria – rodzaj ornitopoda z kladu Iguanodontia, żyjącego w późnej jurze (kimeryd) na terenach dzisiejszej Europy. Gatunkiem typowym jest C. prestwichii, którego holotypem jest niekompletna czaszka i szkielet pozaczaszkowy oznaczone OXFUM J.3303, odkryte w osadach formacji Kimmeridge Clay niedaleko miejscowości Cumnor w angielskim hrabstwie Oxfordshire. Został opisany w 1880 r. przez Johna Hulke jako nowy gatunek z rodzaju Iguanodon - I. prestwichii. W 1888 r. Harry Seeley ustanowił go gatunkiem typowym opisanego przez siebie nowego rodzaju Cumnoria; jednak już w 1889 r. Richard Lydekker zaliczył ten gatunek do rodzaju Camptosaurus. Opinia Lydekkera przeważyła, w rezultacie czego przez ponad 100 lat C. prestwichii zaliczany był do rodzaju Camptosaurus. Naish i Martill (2008) stwierdzili jednak, że nie ma mocnych dowodów na przynależność tego gatunku do rodzaju Camptosaurus. Autorzy zwrócili uwagę, że większość cech budowy ciała występujących jednocześnie u kamptozaura i u Cumnoria to plezjomorfie; ponadto niektóre cechy, które miały występować u kamptozaura i u Cumnoria w rzeczywistości nie występują u kamptozaura - dotyczy to zwłaszcza cech budowy czaszki, gdyż jak się okazało, kości czaszki pierwotnie przypisywane kamptozaurowi i wykorzystywane przy porównaniach z Cumnoria należały do innego ornitopoda (Theiophytalia). C. prestwichii został uwzględniony w analizie kladystycznej przeprowadzonej przez McDonalda, Barretta i Chapman (2010). Analiza ta potwierdziła, że C. prestwichii nie jest gatunkiem z rodzaju Camptosaurus; z analizy tej wynika, że gatunek ten nie był taksonem siostrzanym do gatunku Camptosaurus dispar, lecz był jednym z najbardziej bazalnych przedstawicieli kladu Styracosterna (tj. najszerszego kladu obejmującego gatunek Parasaurolophus walkeri, ale nie obejmującego C. dispar). Według tej analizy C. prestwichii był w nierozwikłanej politomii z gatunkami Uteodon aphanoecetes i Owenodon hoggii oraz z kladem obejmującym wszystkich pozostałych przedstawicieli Styracosterna. Także późniejsza analiza McDonalda (2011) potwierdziła, że C. prestwichii był (obok Uteodon) najbardziej bazalnym przedstawicielem Styracosterna; w związku z tym McDonald wyłączył ten gatunek z rodzaju Camptosaurus i zaliczył do odrębnego rodzaju, przywracając mu nazwę rodzajową Cumnoria.
C. prestwichii różni się od wszystkich przedstawicieli kladu Iguanodontia poza Uteodon aphanoecetes współwystępowaniem szeregu cech budowy szkieletu pozaczaszkowego, m.in. łopatki z wyrostkiem barkowym, który jest wypukły na krawędzi kranialnej (zwróconej dogłowowo); wypukłym dorsalnym (grzbietowym) brzegiem łopatki; wypukłym dorsalnym brzegiem kości biodrowej rozszerzającym się mediolateralnie (środkowo-bocznie, ukośnie) ku miejscu przyczepu M. iliocaudalis (mięśnia biodrowo-ogonowego) i końcem dalszym kości kulszowej tworzącym rozszerzoną w kierunku dogłowowym stopkę (boot). Cumnoria różni się od Uteodon tylko jedną cechą budowy czaszki – kłykieć potyliczny u C. prestwichii nie wydłuża się wentralnie (w kierunku brzusznym) bardziej niż guzy u podstawy puszki mózgowej. Podobieństwa między U. aphanoecetes i C. prestwichii mogą sugerować, że gatunki te są blisko spokrewnione i być może należałoby uznać U. aphanoecetes za drugi gatunek z rodzaju Cumnoria. McDonald nie zdecydował się jednak na zaliczenie ich do tego samego rodzaju, wskazując, że nie jest pewne, czy przyszłe analizy kladystyczne wykażą, że gatunki te są taksonami siostrzanymi; nie można wykluczyć, że odkrycie większej liczby skamieniałości wykaże, że między dwoma gatunkami jest więcej różnic, stąd zdaniem McDonalda lepiej zaliczyć je do odrębnych rodzajów.